# Sancho VII di Navarra
Sancho Sánchez, detto el Fuerte (il Forte). (Sancho in spagnolo, aragonese, portoghese e galiziano; Sanç in catalano; Antso in basco) (Tudela, 17 aprile 1154 – Tudela, 7 aprile 1234), fu l'ultimo re di Navarra della dinastia Jimena, dal 1194 al 1234.
Alcune fonti storiche narrano che il re fosse alto circa 2.20 m, per questo è a volte descritto come il "sovrano più alto della storia".

## Origine
Secondo il Nobiliario de D. Pedro Conde de Barcelos hijo del Rey D. Dionis de Portugal Sancho era il figlio maschio primogenito del re di Navarra Sancho VI il Saggio e Sancha di Castiglia, figlia del re di León e Castiglia, Alfonso VII e di Berenguela di Barcellona, figlia del conte di Barcellona, Raimondo Berengario III e quindi sorella del principe d'Aragona e conte di Barcellona Raimondo Berengario IV..

Sancho VI, secondo le "Corónicas" Navarras, era figlio del re di Navarra García IV Ramírez il Restauratore e di Margherita de l'Aigle (?-25 maggio 1141), figlia di Gilbert de l'Aigle e Giuliana di Perche.

Una delle sue sorelle, Berengaria di Navarra, era la moglie del re d'Inghilterra, Riccardo Cuor di Leone, come riporta Alberico delle Tre Fontane (Berengariam, quam rex Anglorum Richardus....in uxorem duxerat).

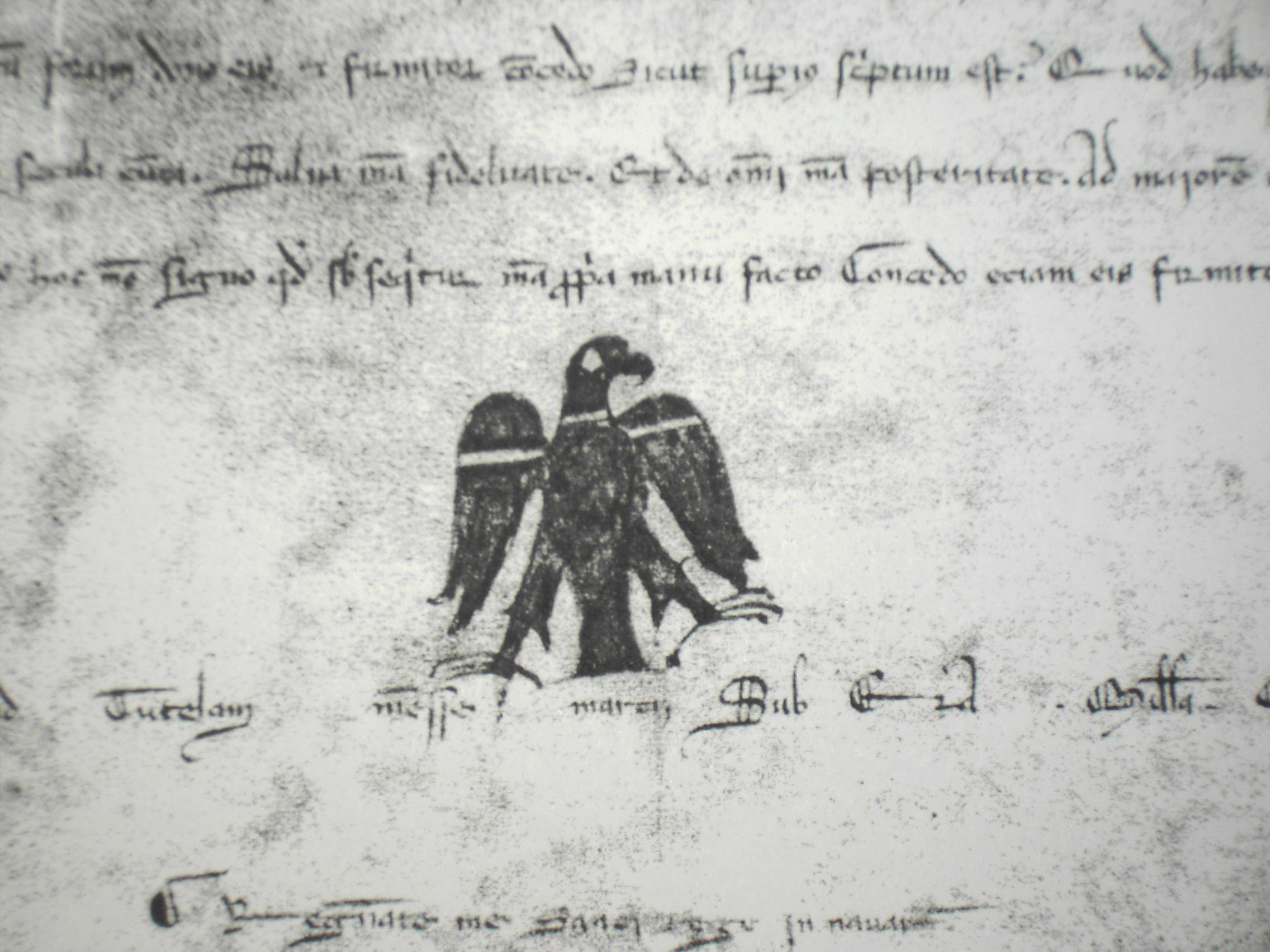
Firma e sigillo (l'Arrano Beltza o Aquila Nera) di Sancho VII.

## Biografia
Come riporta il Diccionario biográfico español, Real Academia de la Historia, Sancho, all'inizio degli anni 90 del dodicesimo secolo, intervenne in armi in Aquitania e Normandia, per difendere gli interessi del cognato, Riccardo Cuor di Leone, re d'Inghilterra e duca d'Aquitania, assente in quanto impegnato nella terza crociata e poi prigioniero nel Sacro Romano Impero, continuando a collaborare con Riccardo, dopo il suo ritorno in Aquitania.
Secondo le "Corónicas" Navarras, suo padre, Sancho VI morì a Pamplona il 27 giugno 1194 (Anno Domini MCXCIIII obiit Santius illustris rex Navarre....quinto Kalendas Iulii), mentre gli Annales Compostellani erroneamente riportano il 1195 (Era MMXXXIII. Sancius Rex Navarræ) e fu tumulato nella stessa Pamplona nella cattedrale di Santa Maria, come riporta il Diccionario biográfico español, Real Academia de la Historia.

Gli succedette il figlio primogenito, Sancho, come riportano le "Corónicas" Navarras, come Sancho VII, che fu incoronato a Pamplona il 15 agosto dello stesso anno.
Nel 1196, arrivò in ritardo ad Alarcos, dopo che la battaglia contro gli Almohadi si era risolta in un disastro per i castigliani di Alfonso VIII ed i rapporti tra i due re si guastarono, come riporta lo storico Rafael Altamira.

Nella guerra che ne seguì Sancho devastò Soria e Almazán e Alfonso VIII chiese la pace di Tarazona.
Alfonso VIII strinse un'alleanza col nuovo re d'Aragona, Pietro II, per combattere il regno di Navarra (Tratado de Calatayud), nel 1198, per cui Sancho VII si alleò con il califfo almohade Abu Yusuf Ya'qub al-Mansur; Sancho fu scomunicato da papa Innocenzo III, con la bolla del 16 aprile 1198 (annullata poi il 29 gennaio 1199).
Alfonso VIII approfittò del fatto che Sancho stava combattendo in Murcia, Andalusia e Nordafrica, alleato degli Almohadi, per togliere alla Navarra, tra il 1198 e il 1200, l'Álava e la Gipuzkoa. 

La cessione venne confermata dal trattato di Guadalajara del 1207.
      Regno di Navarra
      Territorio ceduto al Regno di Castiglia (1198-1200)
      Territori divenuti vassalli del Regno di Navarra (1196-1203)
      Regno di Castiglia
      Corona d'Aragona

Il Regno di Navarra sotto Sancho VII il Forte (1194-1234).
Regno di Navarra
Territorio ceduto al Regno di Castiglia (1198-1200)
Territori divenuti vassalli del Regno di Navarra (1196-1203)
Regno di Castiglia
Corona d'Aragona

La sua presenza alla battaglia di Las Navas de Tolosa fu determinante per la coalizione di Castiglia, Navarra, Aragona e Portogallo, che, nel 1212, sconfisse duramente il califfo almohade Muhammad al-Nasir.

La tradizione vuole che le sue truppe navarresi fossero arrivate sino alla tenda del califfo (conosciuto anche come Miramamolin) dopo aver tagliato le catene dorate che la proteggevano, e che ne trattenevano la guardia del corpo personale, formata da schiavi; sarebbe questa l'origine dell'adozione delle catene d'oro come emblema personale del re, in seguito divenuto distintivo della stessa monarchia di Navarra Sebbene alcuni studi abbiano mostrato come la questa tradizione possa in realtà essere stata elaborata successivamente, per la precisione intorno al XVI secolo, è certo come Sancho VII fu il primo ad adottare il simbolo divenuto caratteristico della Navarra per primo.
Con l'avanzare degli anni e sofferente per una malattia, Sancho VII si ritirò a Tudela, e, negli ultimi anni, aveva lasciato la reggenza alla sorella, Bianca di Navarra, contessa di Champagne e dopo la morte della sorella, nel 1229, la reggenza passò all'altra sorella, la sorella maggiore, Berengaria, la vedova di Riccardo Cuor di Leone, che nel dicembre del 1230 morì anche lei.
Nel febbraio 1231, dopo la morte delle due sorelle, firmò il trattato di Tudela col re d'Aragona, Giacomo il Conquistatore che prevedeva che colui che fosse sopravvissuto avrebbe occupato il regno dell'altro re. Ma il trattato, alla morte di Sancho non venne rispettato.

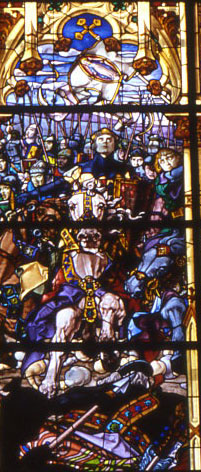
Sancho in una vetrata della Collegiata Reale di Roncisvalle.

Il nuovo scudo di Navarra, modificato dopo la battaglia di Las Navas de Tolosa.

Secondo gli Annales Compostellani, Sancho VII morì nel 1234 (Era MCCLXXII. Sancius Rex Navarræ), mentre Alberico delle Tre Fontane, riporta che Sancho morì senza eredi legittimi (Sanctio sine erede mortuo), e infine le "Corónicas" Navarras riporta che Sancho VII morì il 7 aprile 1234, nei pressi di Tudela e fu tumulato nella Collegiata Reale di Roncisvalle.

Alla sua morte, non avendo discendenti maschi legittimi, il regno venne assunto da Tebaldo I di Navarra, che era figlio di Bianca di Navarra, sorella di Sancho VII e di Tebaldo, conte di Champagne e Brie.
Fu un sovrano avventuroso dai modi eleganti, mantenne l'amicizia con i Mori e oltraggiò i cristiani con i suoi rapporti con la dinastia musulmana degli Almohadi, ma mantenne buoni rapporti con i re di Castiglia, Aragona ed anche con il re d'Inghilterra e duca d'Aquitania, Giovanni senza Terra.
Con Sancho VII, sulla Navarra, finì il dominio della dinastia spagnola Jimena e gli subentrò la dinastia francese di Champagne, che si occupò maggiormente della politica francese.

## Matrimoni e discendenza
Nel 1195, Sancho aveva sposato Costanza di Tolosa (?-dopo il 1260), figlia del conte di Tolosa, Raimondo VI, e della sua seconda moglie, Beatrice di Carcassonne, come riporta la Chronique de maître Guillaume de Puylaurens sur la guerre des Albigeois (1202-1272), che inoltre la ripudiò, nel 1200 e Costanza si risposò, in seconde nozze, con Pierre Bermond de Salvio.
Sancho VI da Costanza non ebbe discendenza.
Solo secondo le Dinastie reali di Navarra, Sancho VII ebbe tre figli illegittimi da amanti di cui non si conosce il nome:
- Guglielmo Sánchez
- Rodrigo Sánchez, sepolto a Tudela, citato nelle Adiciones al diccionario de antigüedades de Navarra / por José Yanguas y Miranda [31]
- Ramiro Sánchez (?) - (22 febbraio 1228), vescovo di Pamplona[2], citato nelle Adiciones al diccionario de antigüedades de Navarra / por José Yanguas y Miranda [3].

Solo secondo le genealogie mittelalter, Sancho VII si sposò altre due volte:
- Sancha (?-1211), forse una delle sorelle dell'emiro Mohammed el Nasr di Siviglia, da cui non ebbe figli
- Clemenza, forse parente di Federico Barbarossa, nel 1228. Dato che Sancho si era ritirato in convento, questo matrimonio appare dubbio; comunque non ebbe discendenza.

## Ascendenza
|                              |                      |                                       | Genitori                             |  |  | Nonni |  |  | Bisnonni                 |  |  | Trisnonni                |  |
|                              |                      |                                       |                                      |  |  |       |  |  | Ramiro Sánchez di Monzón |  |  | Sancho Garcés di Navarra |  |
|                              |                      |                                       |                                      |  |  |       |  |  | Ramiro Sánchez di Monzón |  |  | Sancho Garcés di Navarra |  |
|                              |                      | Costanza Sánchez                      |                                      |  |  |       |  |  | Ramiro Sánchez di Monzón |  |  |                          |  |
| García IV Ramírez di Navarra |                      |                                       |                                      |  |  |       |  |  | Ramiro Sánchez di Monzón |  |  |                          |  |
|                              |                      | Cristina Rodríguez                    | El Cid                               |  |  |       |  |  |                          |  |  |                          |  |
|                              |                      | Cristina Rodríguez                    | El Cid                               |  |  |       |  |  |                          |  |  |                          |  |
|                              |                      | Cristina Rodríguez                    | Jimena Díaz                          |  |  |       |  |  |                          |  |  |                          |  |
| Sancho VI di Navarra         |                      | Cristina Rodríguez                    |                                      |  |  |       |  |  |                          |  |  |                          |  |
|                              |                      | Gilbert de L'Aigle                    | …                                    |  |  |       |  |  |                          |  |  |                          |  |
|                              |                      | Gilbert de L'Aigle                    | …                                    |  |  |       |  |  |                          |  |  |                          |  |
|                              |                      | Gilbert de L'Aigle                    | …                                    |  |  |       |  |  |                          |  |  |                          |  |
| Margherita de l'Aigle        |                      | Gilbert de L'Aigle                    |                                      |  |  |       |  |  |                          |  |  |                          |  |
|                              |                      | Julienne du Perche                    | …                                    |  |  |       |  |  |                          |  |  |                          |  |
|                              |                      | Julienne du Perche                    | …                                    |  |  |       |  |  |                          |  |  |                          |  |
|                              |                      | Julienne du Perche                    | …                                    |  |  |       |  |  |                          |  |  |                          |  |
| Sancho VII di Navarra        |                      | Julienne du Perche                    |                                      |  |  |       |  |  |                          |  |  |                          |  |
|                              | Raimondo di Borgogna | Guglielmo I di Borgogna               |                                      |  |  |       |  |  |                          |  |  |                          |  |
|                              | Raimondo di Borgogna | Guglielmo I di Borgogna               |                                      |  |  |       |  |  |                          |  |  |                          |  |
|                              | Raimondo di Borgogna | Stefania di Longwy                    |                                      |  |  |       |  |  |                          |  |  |                          |  |
| Alfonso VII di León          | Raimondo di Borgogna |                                       |                                      |  |  |       |  |  |                          |  |  |                          |  |
|                              |                      | Urraca di Castiglia                   | Alfonso VI di León                   |  |  |       |  |  |                          |  |  |                          |  |
|                              |                      | Urraca di Castiglia                   | Alfonso VI di León                   |  |  |       |  |  |                          |  |  |                          |  |
|                              |                      | Urraca di Castiglia                   | Costanza di Borgogna                 |  |  |       |  |  |                          |  |  |                          |  |
| Sancha di León e Castiglia   |                      | Urraca di Castiglia                   |                                      |  |  |       |  |  |                          |  |  |                          |  |
|                              |                      | Raimondo Berengario III di Barcellona | Raimondo Berengario II di Barcellona |  |  |       |  |  |                          |  |  |                          |  |
|                              |                      | Raimondo Berengario III di Barcellona | Raimondo Berengario II di Barcellona |  |  |       |  |  |                          |  |  |                          |  |
|                              |                      | Raimondo Berengario III di Barcellona | Matilde d'Altavilla                  |  |  |       |  |  |                          |  |  |                          |  |
| Berengaria di Barcellona     |                      | Raimondo Berengario III di Barcellona |                                      |  |  |       |  |  |                          |  |  |                          |  |
|                              |                      | Dolce I di Provenza                   | Gilberto I di Gévaudan               |  |  |       |  |  |                          |  |  |                          |  |
|                              |                      | Dolce I di Provenza                   | Gilberto I di Gévaudan               |  |  |       |  |  |                          |  |  |                          |  |
|                              |                      | Dolce I di Provenza                   | Gerberga di Provenza                 |  |  |       |  |  |                          |  |  |                          |  |
|                              |                      | Dolce I di Provenza                   |                                      |  |  |       |  |  |                          |  |  |                          |  |

### Fonti primarie
- (LA)  #ES España sagrada, Volume 23.
- (LA)  Monumenta Germaniae Historica, Scriptores, Tomus XXIII.
- (LA)  (ES)  "Corónicas" Navarras.
- (FR)  #ES Chronique de maître Guillaume de Puylaurens sur la guerre des Albigeois.

### Letteratura storiografica
- Rafael Altamira, La Spagna (1031-1248), in Storia del mondo medievale, vol. V, 1999, pp.865–896
- (ES)  #ES Nobiliario de D. Pedro Conde de Bracelos
- (ES)  #ES Adiciones al diccionario de antigüedades de Navarra / por José Yanguas y Miranda